# Pseudomorpha ruficollis
Pseudomorpha ruficollis är en skalbaggsart som beskrevs av Thomas Casey. Pseudomorpha ruficollis ingår i släktet Pseudomorpha och familjen jordlöpare. Inga underarter finns listade i Catalogue of Life.